# Lee Moses
Vincent Lee Moses (geboren am 13. März 1941 in Atlanta; gestorben 26. Januar 1998 ebenda), bekannt als Lee Moses, war ein amerikanischer R&B- und Soul-Sänger und Gitarrist und Multiinstrumentalist. Seine Aufnahmen aus den späten 1960er Jahren sowie sein 1971 erschienenes Album Time and Place werden innerhalb des Deep-Soul-Genres hoch geschätzt.

## Leben und Karriere
Lee Moses wurde in Atlanta, Georgia, geboren und wuchs in Mechanicsville auf, einer Wohngegend im südwestlichen Atlanta. Sein Vater, Joseph Moses (gestorben 1955) war beim Militär und spielte Klavier. Er hatte sieben Geschwister mit denen er im Kirchenchor sang. Er besuchte die Booker T. Washington High School, schloss diese jedoch nicht ab. In den späten 1950er-Jahren gründete er seine erste Band, The Showstoppers. Sie wurden zu einem beliebten Live-Act in der Gegend von Atlanta und waren zeitweise die Hausband im Royal Peacock Club, der als Apollo Theater des Südens bezeichnet wurde. In der Zeit nahm er seine erste Single My Adorable One (von Joe Simon) beim Label Lee John auf.
Mitte der 1960er-Jahre zog Moses nach New York City, wo er als Studiomusiker arbeitete und mit Johnny Brantley arbeitete, der 1965 seine erste Single My Adorable One mitschrieb und produzierte. 1966 produzierte er zusammen mit Brantley in den Abtone Recording Studios mehrere Titel des damals noch unbekannten Jimi Hendrix. Die Titel wurden später als 4-LP-Box mit dem Titel The Genius of Jimi Hendrix veröffentlicht. Sie wurde 1975 nur auf Vinyl veröffentlicht und ist inzwischen ein Sammlerstück.
1967 nahm er für Musicor Records drei Singles auf, die alle kommerziell erfolglos waren, darunter Bad Girl und eine Instrumentalversion von Reach Out I’ll Be There von The Four Tops. Er nahm auch eine Version von Dark End of the Street auf, die von Gates Records 1969 veröffentlicht wurde.
Moses’ Gitarrenstil wurde als „funky“ beschrieben und mit dem von Jimi Hendrix verglichen, einem Zeitgenossen von ihm in der Clubszene Mitte der 1960er-Jahre. Er wurde für seinen „rauen und kraftvollen Deep-Soul-Gesangsstil“ gelobt.
1970 veröffentlichte Moses die Single Time and Place auf dem Label Maple, einer Tochtergesellschaft von All Platinum Records. Es folgte eine gleichnamige, ebenfalls von Brantley produzierte LP mit neun Titeln, die seine Versionen mehrerer klassischer Songs der Zeit enthielt, darunter Hey Joe und California Dreamin’. An dem Album waren mehrere Mitglieder der Ohio Players sowie Moses’ eigene Band, die Diciples [[[sic]]], beteiligt. Obwohl das Album seither als „ein verehrter und sehr gesuchter verlorener Schatz für Deep-Soul-Fans und Sammler“ beschrieben wurde, war es damals ein kommerzieller Misserfolg. Das Billboard-Magazin vergab in ihrer Albumrezension vier Sterne.
Moses arbeitete auch mit dem aus Atlanta stammenden The Mighty Hannibal an dessen Album Truth (1973) zusammen. Anfang der 1970er-Jahre kehrte er nach Atlanta zurück und trat weiterhin lokal in diversen Bands auf, nahm aber keine weiteren Platten mehr auf. Dort starb er 1998 im Alter von 56 Jahren an Lungenkrebs. Mit seiner zweiten Ehefrau hatte er einen gemeinsamen Sohn.
2007 veröffentlichte Castle Music eine CD-Anthologie mit allen Aufnahmen von Moses unter dem Titel Time and Place. Im Jahr 2019 veröffentlichte Simon David den Dokumentarfilm Time and Place.
Am 24. Mai 2019 veröffentlichte Colemine Records die Kompilation How Much Longer Must I Wait? Singles & Rarities 1965–1972.

## Diskografie

### Album
- 1971: Time and Place

### Kompilationen
- 2007: Time and Place
- 2019: How Much Longer Must I Wait? Singles & Rarities 1965–1972

### Singles
- 1967: Reach Out, I’ll Be There und Day Tripper
- 1967: I’m Sad About It und How Much Longer (Must I Wait)
- 1967: Diana (From N.Y.C.) und My Adorable One
- 1967: Bad Girl (Part I) und Bad Girl (Part II)
- 1967: Never in My Life und If Loving You Is a Crime (I’ll Always Be Guilty)
- 1970: Got That Will und Free at Last
- 1970: Time and Place und I Can’t Take No Chances
- 1973: Dark End of the Street und She's a Bad Girl